# Церковь Покрова Пресвятой Богородицы (Грязовецкий район)
Церковь Покрова Пресвятой Богородицы — приходской храм Вологодская епархии Русской православной церкви в Покровском Грязовецкого района Вологодской области, построенный в первой половине XIX века на территории усадьбы Брянчаниновых. Церковь Покрова Пресвятой Богородицы является объектом культурного наследия федерального значения.

## История храма
На территории Усадьбы Брянчаниновых в деревне Покровское Грязовецкого района Вологодской области вологодскими дворянами Брянчаниновыми был возведён храм во имя Покрова Пресвятой Богородицы.
С середины XVII века церковь построенная в усадьбе значилась как «Комельская церковь Покрова Пресвятой Богородицы». Владельческий храм дворян числился в числе 22 церквей Кузнецовского благочиния Грязовецкого уезда Вологодской губернии.
По инициативе и на средства Александра Семеновича Брянчанинова, в 1810 году, на месте деревянной церкви возводится каменное здание храма. В архивных документах значится. что храм построен и освещён в 1810 году тщанием Надворного Советника Александра Семёновича Брянчанинова и прочих приходских людей. Однокупольный храм в стиле зрелого классицизма с крупными итальянскими окнами на боковых фасадах. В одной связи с одноэтажной церковью находилась невысокая колокольня под шпилем. Престол здесь один во имя Покрова Божией Матери. 
В этой усадьбе родился известный церковный деятель святитель Игнатий (Брянчанинов).
В советское время, после 1924 года, строение Покровского храма использовалось под хозяйственные помещения. В послевоенный период колокольня была разобрана. К началу 1990-х годов от здания остались только четыре стены со следами лепнины.

## Храм сегодня
Реставрационные и ремонтные работы в Покровском храме начались в 1992 году. В этом принимали участие лично архиепископ Вологодский и Великоустюжский Максимилиан, губернатор Вологодской области Вячеслав Позгалёв, а также внучка последнего владельца усадьбы Татьяна Ватсон.
В 2000-х годах реставрация церкви завершена, и храм начал действовать. Сюда съезжаются паломники, проводятся богослужения.
По соседству с храмом размещён семейный некрополь Брянчаниновых.

## Святыни
В храме размещена икона святителя Игнатия Брянчанинова епископа Кавказского и Черноморского, с мощами святителя, а также здесь находится аналойная храмовая икона Покрова Пресвятой Богородицы середины XIX века.

## Духовенство
- Настоятель храма - Иерей Вячеслав Тюнев[5]